# KolourPaint
KolourPaint是KDE桌面下的一个位图编辑器，为自由软件。
它是針對普通用戶提供一個簡單圖像處理的功能，包含繪圖工具、選取工具、線條工具等，也具備自動裁剪、顏色反轉、縮放、對比度調整等简单的自动处理能力。KolourPaint是專為日常工作設計的，如： 
- 繪畫：繪製圖表和“手繪”
- 影像處理：編輯截圖和照片;套用特效
- 圖標編輯：繪畫剪貼和標識透明化

KolourPaint 能儲存成多種圖像格式，如bmp、jpg、jp2、png、pcx、rgb、eps、xpm、pgm、tga等。
从KDE 3.3版本开始，KolourPaint取代KPaint成为KDE环境下的标准画图程序。它也是kdegraphics软件包的一部分。